# Phan Ngọc Trinh
Phan Ngọc Trinh (sinh 1958) là đại biểu Quốc hội Việt Nam khóa XII, thuộc đoàn đại biểu An Giang.